# Israel Hands
Israel Hands, también conocido como Basilica Hands, fue un pirata del siglo XVIII conocido por ser el segundo al mando de Edward Teach, alias Barbanegra. Su nombre inspiró el nombre del secuaz malvado en la novela de 1883 de Robert Louis Stevenson La isla del tesoro.

## Biografía
La primera mención histórica de Hands fue en 1718, cuando Barbanegra le dio el mando del barco Adventure, de David Herriot, después de que Herriot fuera capturado por Teach en marzo de 1718. Durante el invierno de 1717-1718, Barbanegra hostigó a los barcos que iban y venían del puerto de Veracruz, México, y que cruzaban la Bahía de Honduras. El 4 o 5 de abril de 1718, en Islas Turneffe, Barbanegra capturó el bergantín cortador de troncos de diez cañones Adventure y obligó al capitán Herriot a unirse a él. También a bordo estaba Edward Robinson, artillero del barco, que luego estaría involucrado en la batalla del río Cape Fear. Barbanegra nombró entonces a Israel Hands capitán del Adventure y comenzó a navegar hacia Carolina del Norte. Más tarde, en junio de 1718, Teach encalló su buque insignia, el Queen Anne's Revenge, en Beaufort Inlet, Carolina del Norte. Teach solicitó la ayuda de Hands con el Adventure para intentar desencallar el Queen Anne's Revenge, pero el Adventure también encalló y fue abandonado. Teach, Hands y Stede Bonnet luego se llevaron aproximadamente la mitad de los piratas, abandonando a los demás en la isla, y zarparon hacia Ocracoke.
El Capitán Charles Johnson escribió que Hands recibió un disparo en la rodilla cuando Teach disparó a otro de sus tripulantes, fallando en el blanco pero alcanzando a Hands. Hands le preguntó a Teach por sus motivos, a lo que Teach respondió que "si no mataba de vez en cuando a uno de ellos, olvidarían quién era".
El 22 de noviembre de 1718, Teach fue asesinado por tropas enviadas desde Virginia y lideradas por el teniente de la Marina Real, Robert Maynard. En ese momento Hands estaba en Bath, Carolina del Norte, recuperándose de la herida de bala que le dejó una discapacidad permanente. Sin embargo, no pudo escapar de la persecución de piratas en Bath que siguió a la muerte de Barbanegra. Tras su captura, él y otros quince fueron llevados a Williamsburg, Virginia, para ser juzgados. A cambio de un indulto, Hands testificó contra funcionarios corruptos de Carolina del Norte con los que Teach había estado asociado.

Las actas del Consejo del Gobernador de Carolina del Norte del 27 de mayo de 1719, afirman lo siguiente:
"Hesikia Hands[,] maestre del bergantín Adventure del Capitán Thache[,] parece afirmar positivamente en su deposición que el mencionado Thache fue desde el Estuario de Ocacoch a su regreso a este país de su último viaje con un presente a la casa del mencionado Tobias Knight[,] cuando según la misma declaración [Hands] reconoce que eso está fuera del alcance de su conocimiento[,] ya que estuvo todo el tiempo en el mencionado Estuario, que está a más de treinta leguas de distancia de la casa [de Knight], y además el [mencionado] Tobias Knight ruega a sus Señorías que observen que el susodicho Hesikias Hands estuvo ... por algún tiempo antes de presentar la [mencionada] Evidencia mantenido en prisión bajo Terrores de Pena de Muerte y una persecución muy severa..."
Lo que sucedió con Hands después de esto no se sabe con certeza. Sin embargo, en la Historia General de los Piratas de 1724 del Capitán Charles Johnson, se dice que Hands murió siendo un mendigo en Londres.

## En la cultura popular

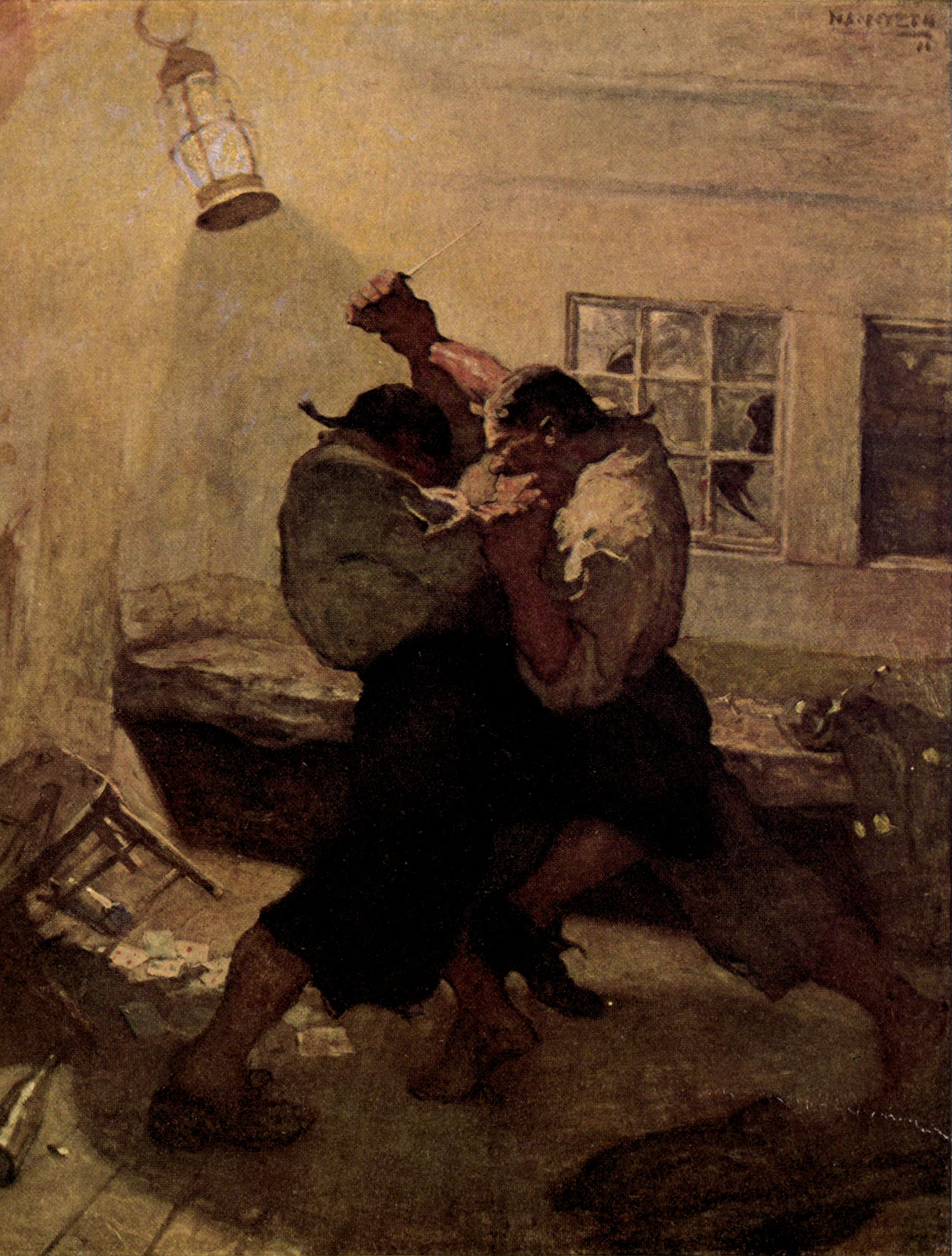
La pelea de borrachos de Hands y O'Brian en la Hispaniola, ilustración de una edición de 1911 de la novela.

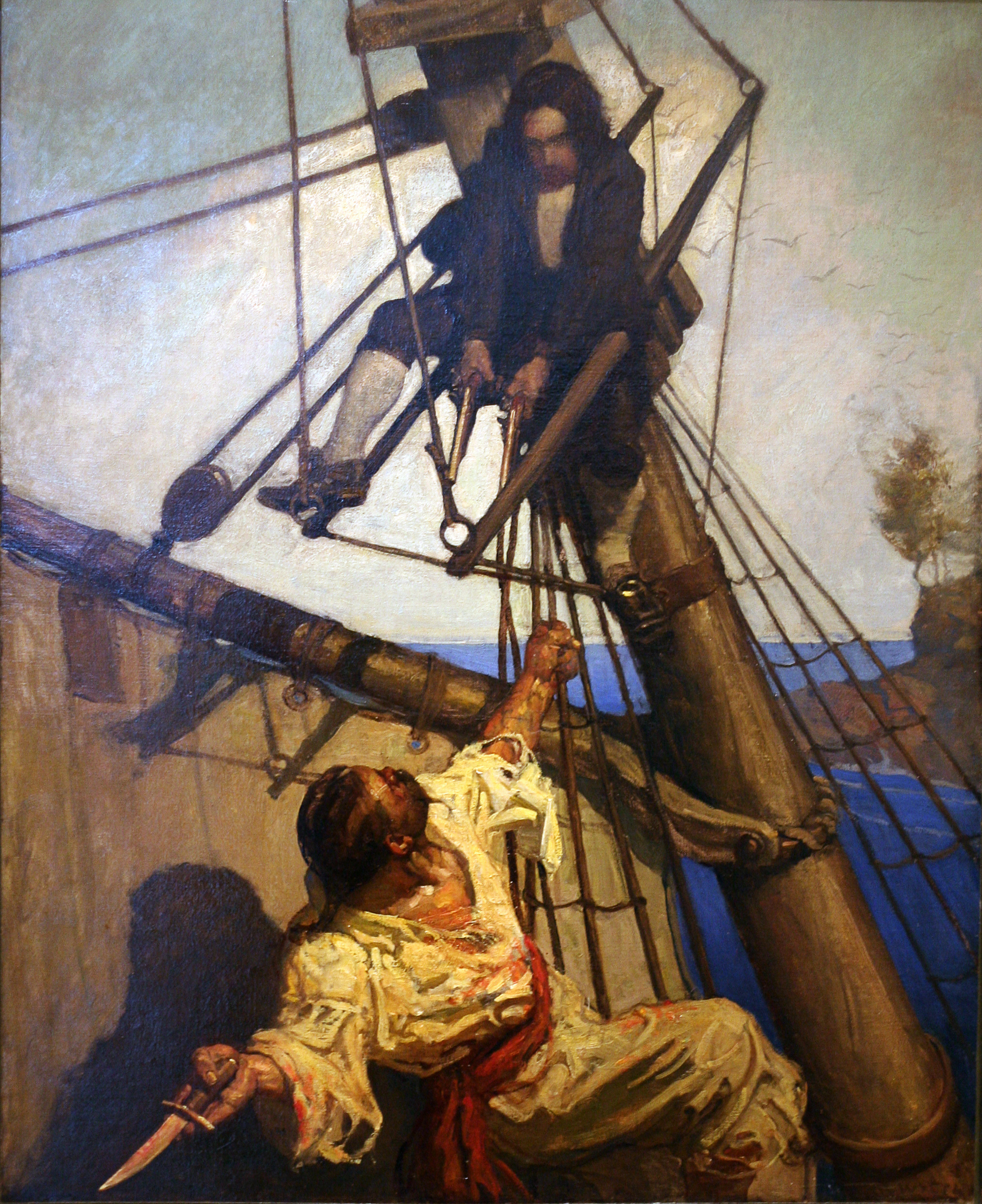
Un paso más, Señor Hands de N.C. Wyeth, 1911, para La isla del tesoro de Robert Louis Stevenson.

Israel Hands aparece como un personaje en la novela La isla del tesoro de Robert Louis Stevenson y en medios basados en ella, en la que es el timonel de la Hispaniola y uno de los piratas de Long John Silver. Se le describe como el artillero del difunto Capitán Flint, y no se menciona a Barbanegra. Hands se enzarza en una prolongada batalla con Jim Hawkins antes de recibir un disparo del muchacho.
Hands aparece en el libro de aventuras para niños Kintana and the Captain's Curse, de Susan Brownrigg.
Hands aparece muy brevemente en el videojuego de 2013 Assassin's Creed IV: Black Flag, donde muestra una caja de medicinas necesarias para la población de Nassau a Barbanegra, lo que lo lleva a tomar rehenes en Charleston.

### Representaciones en cine y televisión
- Mark Noble en el documental de 2006 Blackbeard: Terror at Sea. Hands actúa como narrador.
- Anthony Green en la película para televisión de 2006 Blackbeard. En esta versión, Hands muere durante la batalla contra el Teniente Robert Maynard.
- El actor irlandés David Wilmot interpreta a Hands en la cuarta temporada de la serie precuela de La isla del tesoro de Starz, Black Sails.[10]
- Con O'Neill interpreta una versión ficticia de Hands en la serie de comedia romántica de 2022 Our Flag Means Death, en la que se le conoce por el apodo "Izzy".[11]

#### Basadas enLa isla del tesoro
- Joseph Singleton en la versión muda de 1920.
- Douglass Dumbrille en la versión de 1934.
- Geoffrey Keen en la versión de 1950 y Rod Taylor en su secuela de 1954, Long John Silver. Aunque se creía que había muerto en la primera película, en una expedición de vuelta a la Isla del Tesoro se descubre que Israel Hands está vivo.
- Aldo Sambrell en la versión de 1972.
- Patrick Troughton en la versión de 1977.
- Gennadi Yukhtin en la película de 1982.
- Jean-François Stévenin en la versión de 1985.
- Michael Halsey en la versión de 1990.
- Dermot Keaney en la versión de 1999.
- En la película de animación de Disney de 2002 El Planeta del Tesoro, Hands aparece como un pirata gigante de cuatro brazos con la voz de Mike McShane. Es un personaje secundario, mientras que otro pirata llamado Scroop (con la voz de Michael Wincott) cumple el papel de amenazar directamente a Jim. Hands y varios otros caen a su muerte después de que el Dr. Doppler rompe intencionalmente la plataforma en la que están parados. Scroop es posteriormente lanzado al espacio por Jim cuando B.E.N. desactiva la gravedad artificial de la nave.
- Geoff Bell en la versión de 2012.